# Humbaba
Na mitologia suméria, Humbaba (para os assírios) ou Huwawa (para os babilônicos) era um monstro gigante gerado em tempos imemoriais pelo deus Utu, o Sol. Humbaba era também o guardião da Floresta de Cedros, a moradia dos deuses.

## Representações
Sua face se assemelha à de um leão. "Quando ele olha para alguém, é o próprio olhar da morte". Em várias fontes, sua face se mostra repleta de entranhas encaracoladas, semelhante às das bestas. Ele recebeu o título de "Guardião da fortaleza dos intestinos." Na mitologia, é irmão de Pazuzu e Enqui, e filho de Hanbi.

## Morte
No épico de Gilgamés, após se tornarem amigos depois de uma luta, Gilgamés e Enquidu partiram para uma aventura na Floresta de cedros além da sétima montanha com a missão de matar Humbaba: 
"Enquidu, nenhum homem pode driblar a morte e ir além dela, eu quero ir além das montanhas e lá conquistar a imortalidade." 
Gilgamés engana o monstro oferecendo suas irmãs como esposas e concubinas em troca dos seus sete esplendores. Quando Humbaba se distrai, Gilgamés perfura o monstro e o captura. Derrotado, Humbaba suplica pela clemência de Gilgamés, mas Enquidu convence Gilgamés a matar Humbaba. Em um último esforço, Humbaba tenta escapar, mas é decapitado por Enquidu, ou em outras versões pelos dois heróis juntos. Sua cabeça é posta em um saco de couro e entregue a Enlil, o deus que enviou Humbaba para ser o guardião da floresta. Enlil fica enfurecido após saber disso e redistribui os sete esplendores de Humbaba (em algumas tábulas "auras"). "Ele deu a primeira aura de Humbaba para os campos. A segunda para os rios. A terceira para os canaviais. A quarta para os leões. A quinta para o palácio (um texto diz escravos de dívidas). A sexta para as florestas (alguns textos dizem colinas). A sétima e última para Nungal, a deusa dos prisioneiros."
Enquanto Gilgamés distrai e engana o espírito da floresta de cedros, os 50 jovens homens solteiros que ele trouxe à aventura derrubam o cedro, removendo seus galhos e deitando-o "em várias pilhas na encosta", pronto para ser levado embora.

Conforme sua morte se aproxima, e Gilgamés está oprimido por sua própria mortalidade, os deuses lembram-lhe dos seus grandes feitos: 
"… ter trazido o cedro, a árvore única, de suas montanhas, ter matado Humbaba na floresta…".